# (99949) Miepgies
(99949) Miepgies (1972 FD) es un asteroide del Cinturón principal descubierto el 16 de marzo de 1972 por Tom Gehrels en el Observatorio Palomar, Estados Unidos.

## Características orbitales
Miepgies está situado a una distancia media del Sol de 2,570 ua, pudiendo alejarse hasta 2,946 ua y acercarse hasta 2,193 ua. Su excentricidad es 0,146 y la inclinación orbital 29,43 grados. Emplea 1504,88 días en completar una órbita alrededor del Sol.

## Características físicas
La magnitud absoluta de Miepgies es 14,4. Tiene 9 km de diámetro y su albedo se estima en 0,04.

## Designación y nombre
El asteroide fue designado provisionalmente como 1972 FD de acuerdo a las convenciones sobre nomenclatura astronómica. No se le daría nombre hasta 2009.
Recibe su nombre de Miep Gies, una ciudadana neerlandesa que escondió a Ana Frank y su familia de los nazis durante la Segunda Guerra Mundial, y que descubrió y conservó el diario de Ana Frank después del arresto y deportación de esta.
El nombre del asteroide fue sugerido por C. Koppeschaar.